# Hongkong az 1964. évi nyári olimpiai játékokon
Hongkong a japán Tokióban megrendezett 1964. évi nyári olimpiai játékok egyik részt vevő nemzete volt. Az országot az olimpián 7 sportágban 39 sportoló képviselte, akik érmet nem szereztek.

## Atlétika
Férfi
| Versenyző     | Versenyszám     | Előfutam | Előfutam | Előfutam | Negyeddöntő | Negyeddöntő | Negyeddöntő | Elődöntő | Elődöntő | Elődöntő | Döntő   | Döntő    |
| Versenyző     | Versenyszám     | Idő      | Hely.    | Össz.    | Idő         | Hely.       | Össz.       | Idő      | Hely.    | Össz.    | Idő     | Helyezés |
| ------------- | --------------- | -------- | -------- | -------- | ----------- | ----------- | ----------- | -------- | -------- | -------- | ------- | -------- |
| William Hill  | 200 m           | 22,5     | 8.       | 51.*     | kiesett     | kiesett     | kiesett     | kiesett  | kiesett  | kiesett  | kiesett | kiesett  |
| William Hill  | 400 m           | 48,7     | 7.       | 44.      | kiesett     | kiesett     | kiesett     | kiesett  | kiesett  | kiesett  | kiesett | kiesett  |
| Patrick Field | 800 m           | 1:54,0   | 7.       | 37.      |             |             |             | kiesett  | kiesett  | kiesett  | kiesett | kiesett  |
| Patrick Field | 1500 m          | 4:02,6   | 12.      | 42.      |             |             |             | kiesett  | kiesett  | kiesett  | kiesett | kiesett  |
| So Kam Tong   | 50 km gyaloglás |          |          |          |             |             |             |          |          |          | 5:07:53 | 31.      |

| Versenyző | Versenyszám | Selejtező | Selejtező | Döntő    | Döntő    |
| Versenyző | Versenyszám | Eredmény  | Helyezés  | Eredmény | Helyezés |
| --------- | ----------- | --------- | --------- | -------- | -------- |
| Chu Ming  | Távolugrás  | 641 cm    | 31.       | kiesett  | kiesett  |
| Chu Ming  | Hármasugrás | 13,50 m   | 32.       | kiesett  | kiesett  |

* - egy másik versenyzővel azonos időt ért el

## Gyeplabda
| Hongkongi férfi gyeplabdacsapat-játékoskeret | Hongkongi férfi gyeplabdacsapat-játékoskeret                                                                             |
| --- | --- |
| - Daniel Castro - Jock Collaquo - Zeca Cunha - Omar Dallah - Sarinder Singh Dillon - Packey Gardner - Kuldip Singh Gosal - Harnam Singh Grewal - Lionel Guterres | - Zia Hussain - Slawee Kadir - Farid Khan - Eric McCosh - Johnny Monteiro - Kader Rahman - Bosco da Silva - Rui da Silva |

### Eredmények
Csoportkör
B csoport
| Csapat                      | M | Gy | D | V | G+ | G– | Gk  | P  |
| --------------------------- | - | -- | - | - | -- | -- | --- | -- |
| India (IND)                 | 7 | 5  | 2 | 0 | 18 | 4  | +14 | 12 |
| Spanyolország (ESP)         | 7 | 4  | 3 | 0 | 16 | 3  | +13 | 11 |
| Hollandia (NED)             | 7 | 4  | 1 | 2 | 20 | 4  | +16 | 9  |
| Egyesült Német Csapat (EUA) | 7 | 2  | 5 | 0 | 9  | 4  | +5  | 9  |
| Malajzia (MAS)              | 7 | 2  | 2 | 3 | 11 | 13 | –2  | 6  |
| Belgium (BEL)               | 7 | 2  | 2 | 3 | 10 | 13 | –3  | 6  |
| Kanada (CAN)                | 7 | 1  | 0 | 6 | 5  | 25 | –20 | 2  |
| Hongkong (HKG)              | 7 | 0  | 1 | 6 | 3  | 26 | –23 | 1  |

| 1964. október 11. 11:40 | Malajzia (MAS)                   | 4 – 1   | Hongkong (HKG) |  |
| 1964. október 11. 11:40 | Anandarajah 2 Munusamy Hock Seng | (3 – 0) | Monteiro       |  |

| 1964. október 12. 11:40 | Belgium (BEL)     | 2 – 0   | Hongkong (HKG) |  |
| 1964. október 12. 11:40 | Bernaert Miserque | (2 – 0) |                |  |

| 1964. október 14. 10:00 | Hongkong (HKG) | 1 – 2   | Kanada (CAN)     |  |
| 1964. október 14. 10:00 | Singh Gosal    | (0 – 0) | Chopping Raphael |  |

| 1964. október 15. 14:15 | India (IND)                                         | 6 – 0   | Hongkong (HKG) |  |
| 1964. október 15. 14:15 | Prithipal Singh 2 Harbinder Singh 2 Darshan Singh 2 | (1 – 0) |                |  |

| 1964. október 17. 11:40 | Hollandia (NED)                                                 | 7 – 0   | Hongkong (HKG) |  |
| 1964. október 17. 11:40 | Zweerts 2 Gooswilligen 't Hooft Coster van Voorhout Spits Voigt | (4 – 0) |                |  |

| 1964. október 18. 11:40 | Spanyolország (ESP)          | 4 – 0   | Hongkong (HKG) |  |
| 1964. október 18. 11:40 | Colomer F. Amat Dualde Vidal | (1 – 0) |                |  |

| 1964. október 19. 10:00 | Egyesült Német Csapat (EUA) | 1 – 1   | Hongkong (HKG) |  |
| 1964. október 19. 10:00 | Freiberger                  | (0 – 1) | Guterres       |  |

| Csapat         | Helyezés |
| -------------- | -------- |
| Hongkong (HKG) | 15.      |

## Kerékpározás

### Országúti kerékpározás
| Versenyző                                                 | Versenyszám     | Idő                    | Helyezés |
| --------------------------------------------------------- | --------------- | ---------------------- | -------- |
| Chow Kwong Choi                                           | Mezőnyverseny   | 4:39:51,83 (+0:00,20)  | 92.      |
| Mok Sau Hei                                               | Mezőnyverseny   | kizárták               | kizárták |
| Chow Kwong Man                                            | Mezőnyverseny   | 4:39:51,76 (+0:00,13)  | 36.      |
| Chow Kwong Choi Mok Sau Hei Chow Kwong Man Michael Watson | Csapat időfutam | 3:03:26,10 (+37:54,91) | 30.      |

### Pálya-kerékpározás
Üldözőversenyek
| Versenyző       | Versenyszám  | Selejtező                | Selejtező     | Selejtező     | Negyeddöntő  | Negyeddöntő | Negyeddöntő | Elődöntő     | Elődöntő  | Elődöntő | Döntő        | Döntő     | Helyezés    |
| Versenyző       | Versenyszám  | Ellenfél Idő             | Saját idő     | Hely.         | Ellenfél Idő | Saját idő   | Hely.       | Ellenfél Idő | Saját idő | Hely.    | Ellenfél Idő | Saját idő | Helyezés    |
| --------------- | ------------ | ------------------------ | ------------- | ------------- | ------------ | ----------- | ----------- | ------------ | --------- | -------- | ------------ | --------- | ----------- |
| Chow Kwong Choi | Férfi egyéni | Khem Son (CAM) · 6:05,87 | nem ért célba | nem ért célba | kiesett      | kiesett     | kiesett     | kiesett      | kiesett   | kiesett  | kiesett      | kiesett   | helyezetlen |

## Ökölvívás
| Versenyző                | Versenyszám | 32-es főtábla                      | Nyolcaddöntő            | Negyeddöntő       | Elődöntő          | Döntő             | Helyezés |
| Versenyző                | Versenyszám | Ellenfél Eredmény                  | Ellenfél Eredmény       | Ellenfél Eredmény | Ellenfél Eredmény | Ellenfél Eredmény | Helyezés |
| ------------------------ | ----------- | ---------------------------------- | ----------------------- | ----------------- | ----------------- | ----------------- | -------- |
| Lee Kam Wah              | Légsúly     | Winston Van Cuylenburg (CEY) · RSC | kiesett                 | kiesett           | kiesett           | kiesett           | 17.      |
| Ló Hón-pak (Law Hon Pak) | Harmatsúly  | Agustín Senin (ESP) · RSC          | Juan Fabila (MEX) · 0-5 | kiesett           | kiesett           | kiesett           | 9.       |

## Sportlövészet
Férfi
| Versenyző             | Versenyszám                    | Pont | Helyezés |
| --------------------- | ------------------------------ | ---- | -------- |
| Hoo Kam Chiu          | Szabadpisztoly                 | 510  | 43.      |
| William Gillies       | Szabadpisztoly                 | 529  | 31.      |
| Henry Souza           | Sportpuska, fekvő              | 586  | 39.      |
| Peter Rull, Sr.       | Sportpuska, fekvő              | 571  | 70.      |
| Peter Rull, Sr.       | Sportpuska, összetett          | 1047 | 49.      |
| Reginald Dos Remedios | Sportpuska, összetett          | 1027 | 51.      |
| Reginald Dos Remedios | Szabadpuska, összetett (300 m) | 1031 | 27.      |

## Úszás
Férfi
| Versenyző     | Versenyszám  | Előfutam | Előfutam | Előfutam | Elődöntő | Elődöntő | Elődöntő | Döntő   | Döntő    |
| Versenyző     | Versenyszám  | Idő      | Hely.    | Össz.    | Idő      | Hely.    | Össz.    | Idő     | Helyezés |
| ------------- | ------------ | -------- | -------- | -------- | -------- | -------- | -------- | ------- | -------- |
| Robert Loh    | 100 m gyors  | 1:00,4   | 8.       | 61.      | kiesett  | kiesett  | kiesett  | kiesett | kiesett  |
| Robert Loh    | 400 m gyors  | 4:53,3   | 7.       | 46.      |          |          |          | kiesett | kiesett  |
| Robert Loh    | 1500 m gyors | 19:28,6  | 6.       | 31.      |          |          |          | kiesett | kiesett  |
| Chan Kam Hong | 200 m hát    | 2:46,0   | 7.       | 34.      | kiesett  | kiesett  | kiesett  | kiesett | kiesett  |

Női
| Versenyző | Versenyszám | Előfutam | Előfutam | Előfutam | Döntő   | Döntő    |
| Versenyző | Versenyszám | Idő      | Hely.    | Össz.    | Idő     | Helyezés |
| --------- | ----------- | -------- | -------- | -------- | ------- | -------- |
| Li Hin Yu | 200 m mell  | 3:22,2   | 7.       | 26.      | kiesett | kiesett  |

## Vitorlázás
Nyílt
| Versenyző                              | Versenyszám | Futam | Futam | Futam | Futam | Futam | Futam | Futam | Pontszám | Helyezés |
| Versenyző                              | Versenyszám | 1     | 2     | 3     | 4     | 5     | 6     | 7     | Pontszám | Helyezés |
| -------------------------------------- | ----------- | ----- | ----- | ----- | ----- | ----- | ----- | ----- | -------- | -------- |
| Alan Stevens                           | Finn dingi  | 277   | 222   | 318   | 205   | 205   | 222   | (101) | 1449     | 28.      |
| Paul Cooper John Park William Turnbull | Sárkányhajó | 287   | 232   | 184   | 184   | (101) | 287   | 287   | 1461     | 19.      |